# 斯莫克萊斯 (喬治亞州)
斯莫克萊斯（英語：Smoke Rise）是位於美國喬治亞州迪卡爾布縣的一個非建制地區。該地的面積和人口皆未知。

## 地理
斯莫克萊斯的座標為33°52′50″N 84°13′10″W / 33.88056°N 84.21944°W，而該地的平均海拔高度為310米（即1017英尺）。